# سامسونگ گلکسی آ۰۱
سامسونگ گلکسی آ۰۱ (به انگلیسی: Samsung Galaxy A01) یک تلفن هوشمند ساخته شده توسط سامسونگ که در ۱۷ دسامبر ۲۰۱۹ معرفی و یک ماه بعد در ژانویه ۲۰۲۰ در رنگ‌های مشکی، آبی و قرمز و اندروید ۱۰ عرضه شد.
سامسونگ این تلفن هوشمند را به تراشه اسنپ‌دراگون ۴۳۹ به همراه ۱۶/۳۲ گیگابایت حافظه داخلی و ۲ گیگابایت حافظه رم مجهز کرده است. عدم پشتیبانی از حسگر اثر انگشت یکی از نقاط ضعف این دستگاه می‌باشد.
دوربین‌های پشت این تلفن همراه شامل دوربین دوگانه که یک حسگر ۱۳ مگاپیکسلی به عنوان دوربین اصلی و ۲ مگاپیکسلی برای تشخیص عمق به کار رفته است. در حالی که یک حسگر ۵ مگاپیکسلی در یک ناچ قطره‌ای برای دوربین سلفی یا جلو مورد استفاده قرار گرفته است.
همین‌طور صفحه نمایش IPS LCD و اچ‌دی پلاس (۱۵۲۰ × ۷۲۰) نیز در این تلفن هوشمند به کار رفته است. باتری ۳۰۰۰ میلی‌آمپری که از طریق MicroUSB 2.0 شارژ می‌شود هم قرار گرفته است.